# Семья японского жестового языка
Семья японского жестового языка — языковая семья, состоящая из трёх жестовых языков: японского, корейского и тайваньского.
Носители этих трёх языков могут говорить между собой с незначительными трудностями.

## История
Первая японская школа для глухих детей была основана в Киото в 1878 году. В 1879 она стала большой общеобразовательной школой. Годом позже большая общеобразовательная школа для глухих детей была организована и в Токио. Поначалу то, чему учили в школе в Киото, отличалось от того, чему учили в школе в Токио. Так продолжалось до 1908 года, когда прошёл симпозиум по обучению людей с нарушениями слуха и образование стало более стандартизированным. Этот симпозиум стал основополагающим для образования японского жестового языка .
Влияние японского жестового языка на тайваньский и корейский в основном обусловлено колониальным вмешательством Японии в Тайвань и Корею соответственно. Корея была под японской оккупацией с 1910 по 1945 год, а Тайвань — с 1895 по 1945. За это время Япония основала ряд школ для людей с нарушениями слуха и послала учителей из японских школ для глухих. По данным Ethnologue, жестовый язык использовался в Корее с 1889 года, до японской оккупации, и первые школы для глухих открылись в 1908 году. Тайваньский же жестовый язык был образован в 1895 году, во время колониального периода, когда были основаны две школы для глухих, на севере и юге острова.

## Функциональные маркеры
Японский жестовый язык взаимно понятен как для корейского, так и для тайваньского жестового языка. Хотя японский, корейский и севернокитайский языки существенно отличаются, человек, использующий японский жестовый язык, может общаться с человеком, использующим корейский или тайваньский жестовый, с незначительными трудностями. Словари японского и тайваньского языка совпадают примерно на 60 %, однако сходство языков этим не ограничивается: многие особенности грамматики также совпадают. То же самое можно сказать и о корейском жестовом языке.
Языки японской жестовой языковой группы обладают грамматическими структурами и особенностями, которыми не обладают разговорные языки окружающего сообщества. Использующие японский, корейский и тайваньский жестовые языки могут легко общаться между собой благодаря этим особенностям и функциональным маркерам. Так, уникальной особенностью этих трёх языков является лексическое кодирование рода. Некоторые знаки при сочетании с большим пальцем обозначают мужчину, а при сочетании с мизинцем — женщину.
Как и другие жестовые языки, языки японской жестовой группы включают неручные маркеры с лексическими, синтаксическими, дискурсивными или аффективными функциями. Примерами таких маркеров являются поднятие и нахмурение бровей, хмурое выражение лица, покачивание или кивание головой, наклон или перемещение туловища.